# 8-й проезд Марьиной Рощи
8-й прое́зд Ма́рьиной Ро́щи — улица на севере Москвы в районе Марьина Роща Северо-Восточного административного округа, вдоль железнодорожных линий Рижского направления и Алексеевской соединительной ветки. До 1929 года назывался Дорожный проезд по расположению вдоль линии железной дороги. Употреблялось также название Брестский проезд по направлению этой соединительной линии к Брестской железной дороге.

## Расположение
Проходит с востока на запад, начинается от эстакады-путепровода Шереметьевской улицы, под которым проезд соединён с Веткиной улицей, и идёт вдоль железнодорожных путей Алексеевской соединительной линии (перегон Савёловская—Станколит) и железнодорожной линии Рижского направления (перегон Москва-Рижская—Дмитровская). От проезда на север отходят Старомарьинское шоссе, Анненская улица и Анненский проезд, заканчивается в промышленной зоне.

## Учреждения и организации
- Дом 30 — Авторемонтный завод № 5; производственное предприятие «НИОТЭК».